# بیمارستان زایمان

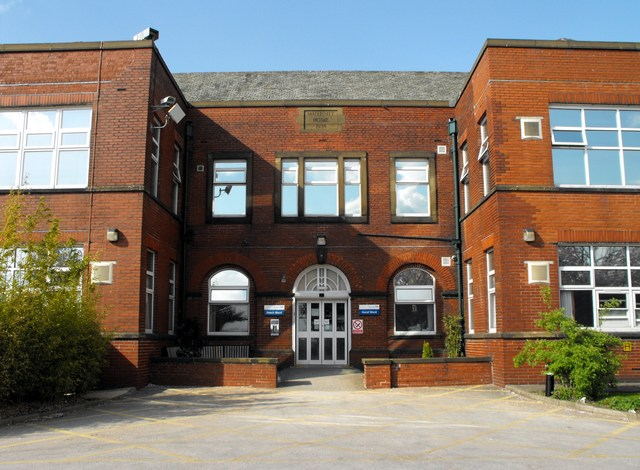
بیمارستان برچ هیل (زایشگاه سابق)

بیمارستان زایمان (انگلیسی: Maternity hospital) یک زایشگاه متخصص مراقبت از زنان در دوران بارداری و زایمان است. همچنین مراقبت از نوزادان تازه متولد شده را فراهم می‌کند، و ممکن است به عنوان مرکزی برای آموزش بالینی در مامایی و زایمان عمل کند. در گذشته به بیمارستانهای دراز کشیده معروف بودند، بیشتر آنها مانند بیمارستانهای کلبه ای جذب بیمارستانهای عمومی بزرگتر شده‌اند، جایی که آنها به عنوان بخش زایمان فعالیت می‌کنند.